# Algeti
Algeti (gruzínsky: ალგეთი) je gruzínská řeka tekoucí regionem Kvemo Kartli přes města Marneuli a Tetri Ckaro. Je dlouhá 108 kilometrů a je pravým přítokem řeky Kury.

## Průběh toku
Pramení na hoře Kidekari, odkud stéká do hlubokého skalního údolí. Poté teče přes planinu až k řece Kura, do níž se vlévá. Krajina kolem údolí řeky je chráněná jako Národní park Algeti.